# Elsa Cross
Elsa Cross, född 6 mars 1946 i Mexico City, är en mexikansk poet, författare, essäist och översättare. Hon har sedan sin debutsamling 1966 gett ut ett tjugotal diktsamlingar. Octavio Paz har kallat henne för en av de mest framträdande samtida mexikanska poeterna, och hon är en av de mest översatta samtida poeterna från Mexiko. Hon har belönats med flera priser i Mexiko, bland annat Xavier Villaurrutia-priset 2007. Hennes poesi är influerad av bland annat Rainer Maria Rilke, Friedrich Hölderlin och Ezra Pound. Hon är en av de mest översatta samtida mexikanska poeterna. Första gången hon översattes till svenska var i nummer 1 av Karavan 2020. Flera av hennes diktsamlingar utspelar sig i Grekland.
Cross har även  ägnat sig åt översättningar, och har bland annat översatt Yves Bonnefoy och Saint-John Perse från franska till spanska. Hon är även professor i religionsfilosofi vid Universidad Nacional Autónoma de México, och har publicerat flera filosofiska och akademiska texter om bland annat indisk filosofi.

### Översatt till engelska
- Selected Poems (2009), Shearsman Books
- Beyond the Sea (2016), Shearsman Books, översatt av Anamariá Crowe Serrano
- Amorgos Notebook (2018), Shearsman Books, översatt av Luis Ingelmo och Tony Frazer
- Bomarzo (2019), Shearsman Books, översatt av Lawrence Schimel

### Översatt till svenska
- Urval av dikter i Karavan, 1/2020.